# 普萊森特芒德鎮區 (明尼蘇達州布盧厄斯縣)
普萊森特芒德鎮區（英語：Pleasant Mound Township）是位於美國明尼蘇達州布盧厄斯縣的一個行政鎮區。

## 地方資料
普萊森特芒德鎮區的面積為93.20平方千米，當中陸地面積為93.20平方千米，而水域面積為0.00平方千米。根據2020年美國人口普查的數據，當地共有人口195人，而人口密度為每平方千米2.09人。